# C/1995 O1 (Hale-Bopp)
Pour les articles homonymes, voir Hale et Bopp.
La comète Hale-Bopp (désignation officielle : C/1995 O1) est l'une des comètes les plus brillantes du XXe siècle. Elle a été visible à l'œil nu pendant 18 mois, ce qui constitue un record, face aux 9 mois du précédent record établi par la grande comète de 1811.
Hale-Bopp a été découverte le 23 juillet 1995 à une très grande distance du Soleil, faisant naître des espoirs qu'elle deviendrait bien plus brillante en s'approchant du Soleil et de la Terre. Bien que la prévision de la brillance des comètes soit un art difficile, Hale-Bopp a satisfait ou dépassé les prédictions à son passage au périhélie le 1er avril 1997. C'est ce qui lui valut l'appellation de « grande comète de 1997 ».
Le passage de Hale-Bopp a aussi été remarquable par la panique qu'elle a déclenchée. Des rumeurs se répandent selon lesquelles elle est suivie d'un vaisseau spatial extraterrestre, et ces rumeurs ont inspiré un suicide collectif des sectateurs de Heaven's Gate.

## Découverte
La comète a été découverte par deux observateurs indépendants, Alan Hale et Thomas Bopp, tous deux aux États-Unis. Hale a passé des centaines d'heures à chercher des comètes, sans succès, et suivait des comètes connues à partir de l'allée de sa maison au Nouveau-Mexique, quand il tomba par hasard sur Hale-Bopp juste après minuit. La comète avait une magnitude apparente de 10,5 et se trouvait près de l'amas globulaire M70 dans la constellation du Sagittaire. Hale commence par établir qu'il n'y a pas d'autre objet diffus dans ce voisinage, puis consulte un catalogue de comètes, et trouve qu'il n'y en a pas de connue dans cette région du ciel. Après avoir constaté que l'objet se déplace par rapport aux étoiles fixes, il envoie un courriel au Bureau des télégrammes astronomiques, le marché central des découvertes astronomiques.
Bopp n'avait pas de télescope. Il sortait avec des amis près de Stanfield (Arizona) pour observer des amas d'étoiles et des galaxies, quand il aperçoit par hasard la comète quand c'est son tour de regarder par l'oculaire. Il réalise qu'il a peut-être aperçu quelque chose de neuf quand, comme Hale, il vérifie ses cartes célestes pour voir si l'on connaît d'autres objets diffus près de M70, et trouve qu'il n'y en a pas. Il envoie un télégramme ordinaire au Bureau des télégrammes astronomiques. Brian Marsden, qui tient le bureau depuis 1968 se met à rire : « Personne n'envoie plus de télégramme ! Le temps que le télégramme nous parvienne, Alan Hale nous a envoyé trois fois par courriel de nouvelles coordonnées ! »
Le matin suivant, il est confirmé que c'est une nouvelle comète, que l'on nomme comète Hale-Bopp, avec le matricule C/1995 O1. La découverte est annoncée dans la circulaire 6187 de l'Union astronomique internationale,.

## Premières observations
La position orbitale de Hale-Bopp est calculée à 7,2 UA (unités astronomiques) du Soleil, ce qui la situe entre Jupiter et Saturne, ce qui est de loin la distance la plus éloignée de la Terre à laquelle une comète est découverte,. La plupart des comètes à cette distance sont à peine visibles, et ne montrent aucune activité détectable, mais Hale-Bopp avait déjà une chevelure observable. On a retrouvé une image prise au télescope anglo-australien en 1993, où l'on peut déjà voir la comète à quelque 13 UA du Soleil, une distance à laquelle la plupart des comètes sont inobservables (la comète de Halley était 100 fois plus faible que cela à la même distance du Soleil). L'analyse a montré plus tard que le diamètre du noyau est 60 ± 20 km, soit approximativement six fois plus que celui de la comète de Halley,.
Sa grande distance, et son activité surprenante, montrent que la comète Hale-Bopp pourra devenir extrêmement brillante à son périhélie en 1997. Mais les spécialistes des comètes sont prudents — les comètes peuvent être extrêmement imprévisibles, et beaucoup ont de fortes activités à grande distance, mais diminuent de brillance plus tard. La comète C/1973 E1 (Kohoutek) en 1973 avait été vantée comme « comète du siècle », mais elle s'avéra très ordinaire.

## Passage au périhélie
Hale-Bopp devient visible à l'œil nu en mai 1996, et bien que le rythme de croissance de sa visibilité s'amenuise considérablement pendant le second semestre de cette année, les astronomes restent prudemment optimistes, pensant qu'elle deviendra très brillante. En décembre 1996, elle est trop proche du Soleil pour pouvoir être observée, mais quand elle réapparaît en janvier 1997, elle est déjà assez brillante pour être visible pour toute personne essayant de la voir, même depuis les grandes villes au ciel très pollué par la lumière.

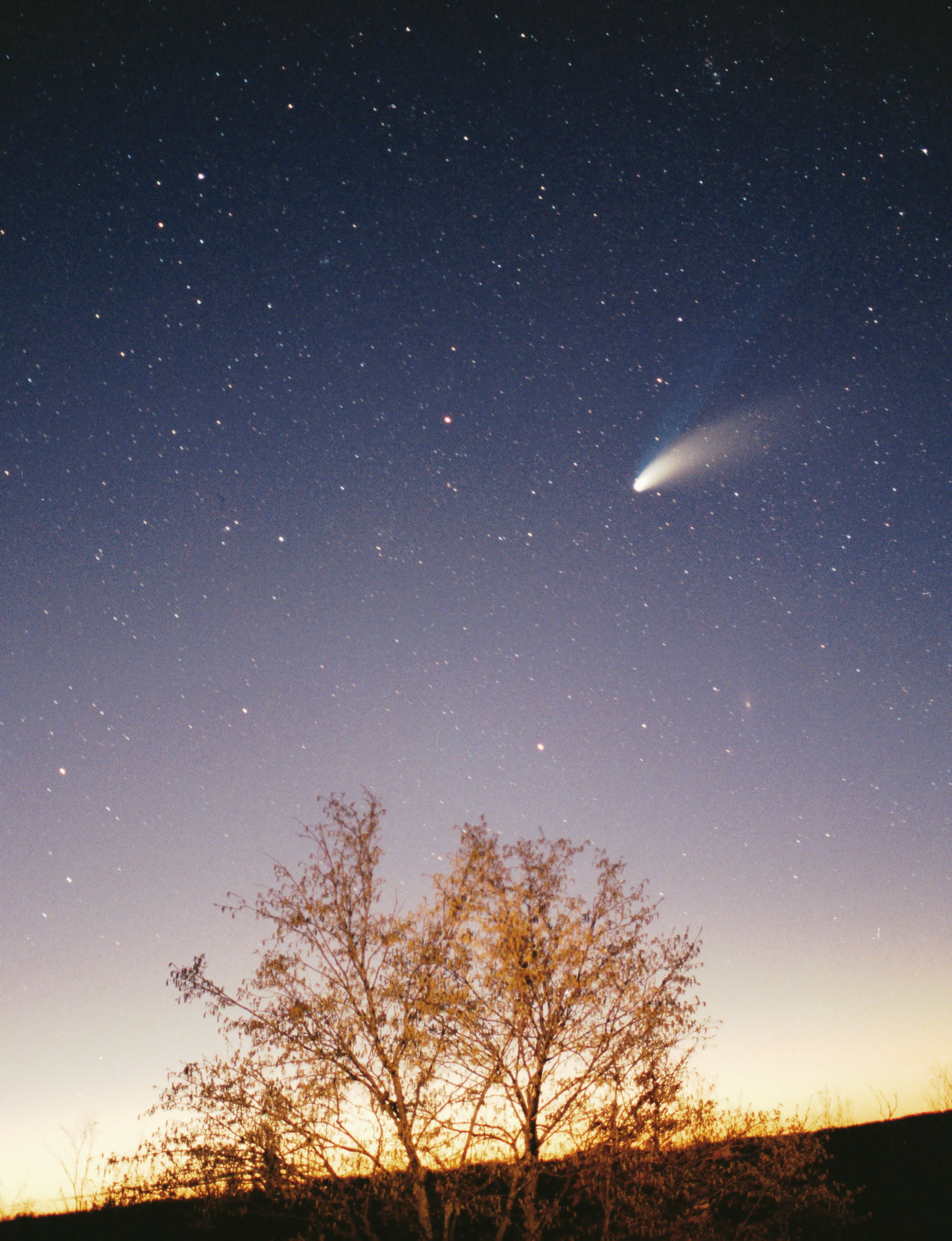
La comète est devenue spectaculaire au début de 1997.

À l'époque, Internet devient un phénomène d'importance croissante, et de nombreux sites web, qui font le point sur l'évolution de la comète, et donnent des images en provenance du tour du monde, deviennent extrêmement populaires. Internet joue un grand rôle dans l'intérêt sans précédent du public pour la comète Hale-Bopp.
Au fur et à mesure qu'elle s'approche du Soleil, la comète continue à devenir plus brillante : elle passe à la 2e grandeur en février, montrant une paire de queues qui grandissent : une queue de gaz bleue, directement à l'opposé du Soleil, et une queue jaunâtre de poussière s'incurvant le long de son orbite. Le 9 mars, une éclipse solaire en Chine, Mongolie et Sibérie orientale permet d'observer la comète en plein jour. Hale-Bopp approche la Terre au plus près le 22 mars 1997 à 1,315 UA.
En passant au périhélie le 1er avril 1997, la comète donna un spectacle extraordinaire. Elle était plus brillante que toute étoile au ciel, sauf Sirius, et sa queue de poussières s'étendait dans le ciel sur 40  à   45 ° d'arc,. La comète était visible bien avant que le ciel ne soit complètement obscur, toutes les nuits, et tandis que beaucoup de comètes sont très proches du Soleil quand elles passent au périhélie, Hale-Bopp était visible toute la nuit de l'hémisphère nord. Elle fut même visible de Paris — toujours à l'œil nu — pendant plusieurs semaines, à l'horizon ouest, malgré la pollution de l'atmosphère et son éclairage abondant.
Tout impressionnante que soit la comète, elle aurait pu l'être encore plus. Si elle était passée près de la Terre comme la C/1996 B2 (Hyakutake) en 1996 (0,1 UA), la queue de la comète aurait sous-tendu le ciel entier, en étant plus brillante que la pleine lune.

## Après le périhélie
Après son passage au périhélie, la comète passe dans l'hémisphère céleste austral, et le spectacle est terminé pour la plupart du public de l'hémisphère nord. La comète était bien moins impressionnante pour les observateurs de l'hémisphère sud que pour ceux du nord, mais ces observateurs ont eu le loisir de la voir s'affaiblir et disparaître pendant la seconde moitié de 1997. Les dernières observations à l'œil nu sont rapportées en décembre 1997, ce qui signifie que la comète est restée visible sans appareil pendant 569 j, soit environ 18 mois et demi. Le précédent record avait été battu par la Grande comète de 1811 (C/1811 F1), qui était restée visible à l'œil nu environ 9 mois.
La comète a continué à s'affaiblir en s'éloignant, mais on peut encore la suivre. En octobre 2007, 11 ans après le périhélie, et à une distance de 25,7 UA du Soleil, la comète était encore active, comme on pouvait l'observer par sa chevelure de CO. Les astronomes s'attendent à observer la comète avec de grands télescopes peut-être jusqu'en 2020, moment où elle atteindra la 30e magnitude apparente. La comète fut encore observée en décembre 2010, en octobre 2011 puis en août 2013. La dernière observation répertoriée datait du 13 août 2013.
La comète est réobservée le 9 juillet 2022 par le télescope spatial James-Webb, alors que la comète est à 46 ua du Soleil.

## Changements d'orbite

Hale-Bopp au périhélie le 1er avril 1997.

La comète est probablement passée au périhélie il y a 4 200 ans. Son orbite est presque perpendiculaire au plan de l'écliptique, ce qui fait que les rencontres proches de planètes soient rares. Cependant, en avril 1996, la comète est passée à 0,77 UA de Jupiter, assez près pour que son orbite soit substantiellement affectée par la gravitation de la planète. L'orbite de la comète a été raccourcie considérablement, à une durée de 2 533 ans, et son prochain retour dans le système solaire interne est prévu pour l'année 4 385. Sa plus grande distance du Soleil (aphélie) sera de 370 UA, au lieu des 525 UA précédents,.
L'effet cumulatif sur de nombreuses orbites des perturbations gravitationnelles sur des comètes à grande inclinaison orbitale et faible distance au périhélie tend généralement à réduire encore cette distance au périhélie. Hale-Bopp a environ 15 % de chances de finir comme comète rasante par ce processus.
On a calculé que la dernière visite par Hale-Bopp a eu lieu en juillet 2215 av. J.-C. La comète a dû présenter un aspect semblable à celui que nous avons vu, puisque sa distance la plus proche de la Terre a été de 1,4 UA, mais aucune trace ne nous en est parvenue.
Hale-Bopp peut avoir eu une approche serrée de Jupiter au début de juin 2215 av. J.-C., ce qui a déjà provoqué un changement important de son orbite, et 2215 av. J.-C. peut avoir été son premier passage au sein du système solaire interne.
La probabilité estimée d'une collision avec la Terre est, avec l'orbite actuelle, d'environ 2,5 × 10−9 par orbite. Cependant les conséquences d'un tel impact seraient apocalyptiques.

## Résultats scientifiques

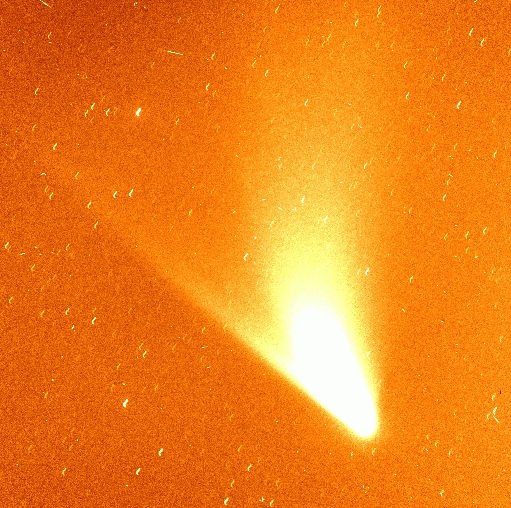
La queue de sodium neutre de la comète Hale-Bopp (la queue rectiligne partant du noyau vers le haut à gauche).

La comète Hale-Bopp a été observée avec une grande attention par les astronomes, pendant son passage au périhélie, et diverses avancées importantes en science des comètes ont pu résulter de ces observations.

### La poussière
Le taux de production de poussière de la comète était très élevé (jusqu'à 2 × 106 kg/s), ce qui a pu rendre la chevelure interne optiquement épaisse. Sur la base de la haute température des grains de poussière, de l'albédo élevé et de la forte émission des silicates dans la bande des 10 µm, les observateurs ont conclu que les grains de poussière sont plus petits que ceux observés dans toute autre comète. La comète Hale-Bopp a montré la polarisation linéaire la plus élevée mesurée jusqu'à présent pour une comète. Cette polarisation est due à la diffusion du rayonnement solaire par les particules de poussière de la chevelure, et elle dépend de la nature des grains. Cela confirme que les grains de poussière de la chevelure de la comète Hale-Bopp sont plus petits que ceux détectés dans toute autre comète.

### La queue de sodium
Une des découvertes les plus remarquables a été celle du troisième type de queue de la comète. En plus des queues bien connues de gaz et de poussière, Hale-Bopp a montré une légère queue de sodium, uniquement visible avec des instruments puissants munis de filtres appropriés. L'émission de sodium avait déjà été observée par d'autres comètes, mais n'avait pas été identifiée avec une queue. La queue de sodium de Hale-Bopp est composée d'atomes neutres (pas des ions), et avait une longueur de quelque 50 × 106 km.
La source du sodium semble être la chevelure interne, pas forcément le noyau. Il y a plusieurs moyens envisageables pour engendrer des atomes de sodium : collisions entre les grains de poussière, sputtering du sodium par la lumière ultraviolette. Le mécanisme majoritairement responsable pour la création de la queue de sodium de Hale-Bopp n'est pas établi, et d'ailleurs les parties étroite et diffuse de la queue peuvent avoir des origines différentes.
Alors que la queue de poussière de la comète suit sensiblement l'itinéraire de l'orbite de la comète, et la queue de gaz pointe directement à l'opposé du Soleil, il semble que la queue de sodium se trouve entre les deux. Ceci implique que les atomes de sodium sont expulsés de la tête de la comète par la pression de radiation.

### Abondance du deutérium
L'abondance de deutérium dans la comète Hale-Bopp, sous forme d'eau lourde a été trouvée double de celle des océans terrestres. En supposant que l'abondance en deutérium dans Hale-Bopp soit typique de toutes les comètes, ceci indique que les impacts de comètes, sources d'une partie importante de l'eau sur Terre, ne peuvent pas en être la seule source.
Le deutérium a été aussi détecté dans de nombreux autres composés hydrogénés de la comète. Le rapport du deutérium à l'hydrogène léger varie d'un composé à l'autre. Ceci pourrait suggérer que les glaces de la comète ont été formées dans les nuages interstellaires, plutôt que dans la nébuleuse solaire. La modélisation théorique de la formation de glace dans les nuages interstellaires suggère que la comète Hale-Bopp s'est formée à des températures de 25  à   45 K.

### Composés organiques
Les observations spectroscopiques de Hale-Bopp ont révélé la présence de nombreux composés organiques, dont certains n'avaient jamais été détectés sur des comètes précédemment. Ces molécules complexes peuvent exister au sein du noyau de la comète, ou peuvent être synthétisées par des réactions dans la comète. Comme dans la comète Hyakutake en 1996, on a notamment décelé des traces d'acide isocyanique (HN=C=O) dans Hale-Bopp en 1997.

### Détection d'argon
Hale-Bopp est la première comète où l'argon, gaz noble, a été détecté. Les gaz nobles sont chimiquement inertes et hautement volatils, et puisque les différents gaz nobles ont des températures de sublimation différentes, ils peuvent être utilisés pour tester les histoires thermiques de leur substrat, ici, les glaces cométaires. Le krypton a une température de sublimation de 16  à   20 K et a été trouvé plus de 25 fois plus rare que dans le Soleil, tandis que l'argon, avec sa température de sublimation supérieure, a été enrichi par rapport à son abondance dans le Soleil. Ensemble, ces observations indiquent que l'intérieur de Hale-Bopp a toujours été plus froid que 35  à   40 K, mais a été, à un certain moment, plus chaud que 20 K. À moins que la nébuleuse solaire ait été bien plus froide et plus riche en argon qu'on ne le suppose généralement, ceci suggère que la comète a été formée au-delà de Neptune, dans la région de la ceinture de Kuiper, puis a migré vers l'extérieur vers le nuage d'Oort.

### Rotation

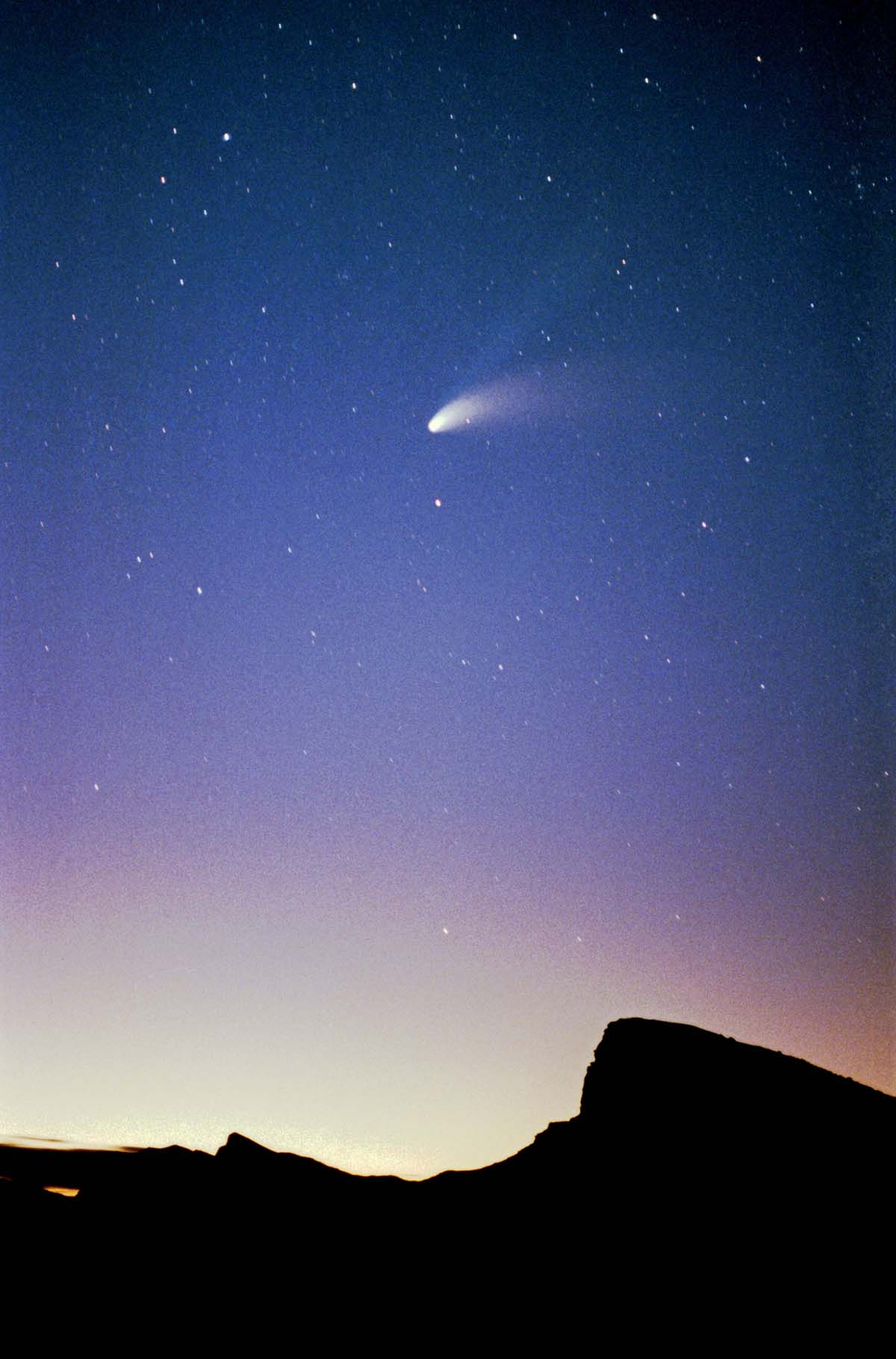
La comète Hale-Bopp au-dessus de Zabriskie Point, vallée de la Mort, États-Unis.

L'activité et le dégazage de la comète Hale-Bopp n'étaient pas répartis uniformément sur le noyau, mais provenaient plutôt de quelques jets isolés. L'observation des matières provenant de ces jets a permis aux observateurs de mesurer la période de rotation de la comète, qui s'est trouvée égale à environ 11 h 46 min. Superposées à cette rotation, on a constaté plusieurs variations périodiques sur plusieurs jours, ce qui implique un phénomène de précession.

### Querelle sur les deux noyaux
En 1999, un papier a été publié, qui exprimait l'hypothèse de l'existence d'un noyau binaire, pour rendre pleinement compte de l'aspect de l'émission de poussière par Hale-Bopp. Ce papier était basé sur une analyse théorique, et ne prétendait pas à la détection observationnelle du noyau satellite proposé. Il estimait qu'il avait un diamètre d'environ 30 km, celui du noyau principal étant d'environ 70 km, et qu'il orbitait à une distance de 180 km en environ 3 jours.
Les résultats de ce papier ont été critiqués par les observateurs, car même avec le télescope Hubble, les images de la comète ne révélaient aucune trace d'un noyau double,. Également, alors que l'on a observé précédemment des comètes qui se brisaient, on n'a jamais observé de noyau binaire stable. Étant donné la masse très petite des noyaux de comète, l'orbite d'un noyau binaire serait facilement brisée par la gravité du Soleil et des autres planètes.
Des observations utilisant en optique adaptative en fin de 1997 et début de 1998 ont été déclarées comme montrant un double pic de brillance dans le noyau. Cependant la controverse sur la question de savoir si ce genre d'observations ne peuvent être expliquées que par un noyau binaire continue.

## Affirmation d'OVNI
En novembre 1996, l'astronome amateur Chuck Shramek de Houston, Texas (États-Unis), prend une image CCD de la comète, qui montre au voisinage un objet flou, un peu allongé. Comme son programme informatique de carte du ciel n'identifie pas l'objet comme une étoile, Shramek appelle la radio d'Art Bell pour annoncer qu'il a découvert un « objet du genre de Saturne » suivant Hale-Bopp. Les fans d'OVNI, tels que Courtney Brown, qui a introduit la clairvoyance, ont vite conclu qu'il y avait un vaisseau extraterrestre qui suivait la comète. Plusieurs astronomes, y compris Alan Hale, ont affirmé que l'objet était simplement une étoile de magnitude 8,5 : SAO141894, qui ne figurait pas sur la carte du ciel de Shramek, parce qu'il avait choisi incorrectement ses préférences d'utilisation.
Plus tard, Art Bell affirma avoir obtenu une image de l'objet d'un astrophysicien anonyme, qui allait confirmer sa découverte. Cependant, les astronomes Olivier Hainaut et David J. Tholen de l'université d'Hawaï affirmaient que la soi-disant photo était une copie manipulée d'une de leurs propres images de la comète.
Quelques mois plus tard, en mars 1997, la secte de Heaven's Gate choisit l'apparition de la comète comme signal pour leur suicide collectif rituel. Ils affirmaient quitter ainsi leurs corps terrestres pour aller dans le vaisseau suivant la comète.

## Rétrospective

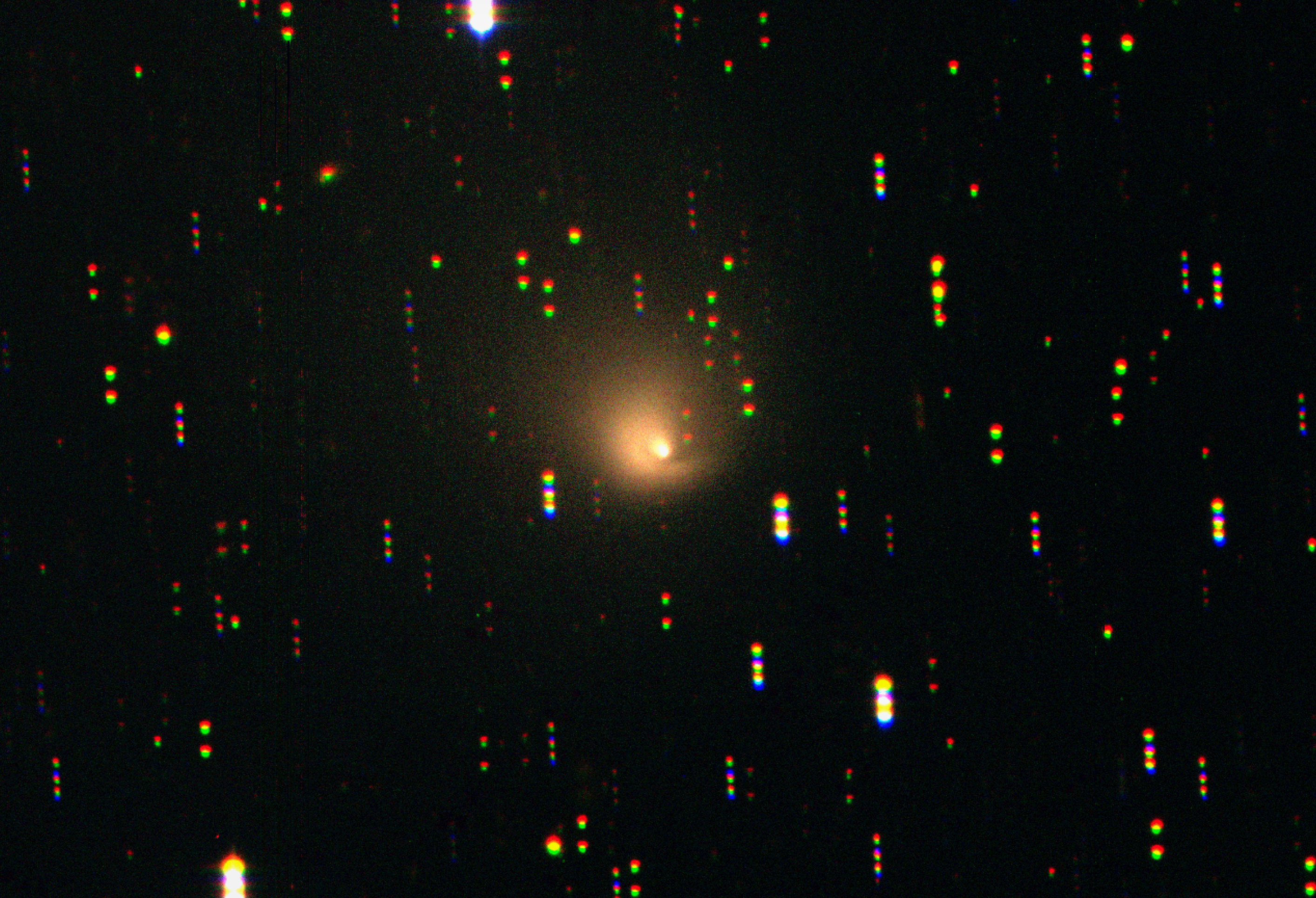
La comète Hale-Bopp, à une distance de près de 2 milliards de km du Soleil – crédit : ESO.

Sa longue période de visibilité et l'écho extensif donné dans les médias à sa visite font que Hale-Bopp a probablement été la comète la plus observée de l'histoire, en ayant un impact bien plus grand sur le public général que le retour de la comète de Halley en 1986. Elle a certainement été vue par un plus grand nombre de gens que chacun des passages précédents de la comète de Halley. Par exemple, 69 % des Américains avaient vu Hale-Bopp à la date du 9 avril 1997. Elle a battu un ensemble de records pour les comètes : découverte le plus loin du Soleil, des astronomes de partout dans le monde ont organisé des nuits blanches pour observer cette comète dans un esprit festifs et orgiaque  par un amateur, avec le plus gros noyau bien mesuré, après (2060) Chiron, et elle a été visible à l'œil nu deux fois plus longtemps que le précédent record. Elle a aussi été plus brillante que la magnitude 0 pendant huit semaines, ce qui est plus long que toute autre comète enregistrée.